# Plaza de Caisán
Plaza de Caisán es un corregimiento del distrito de Renacimiento en la provincia de Chiriquí, República de Panamá. La localidad tiene 2.901 habitantes (2010).
Límites:
El corregimiento limita al norte con el corregimiento de Montelirio y Santa Clara, al sur con el corregimiento de Dominical, oeste con corregimiento de Cañas Gordas, y al este con el corregimiento de Volcán.

En este corregimiento que pertenece al distrito de Renacimiento se cultiva diferentes productos entre los que podemos mencionar el tomate, pepino, ají, frijoles, maiz, etc